# 第95回天皇杯全日本サッカー選手権大会
第95回天皇杯全日本サッカー選手権大会（だい95かい てんのうはいぜんにほんサッカーせんしゅけんたいかい）は、2015年（平成27年）8月29日から2016年（平成28年）1月1日まで開催された天皇杯全日本サッカー選手権大会。
ガンバ大阪が2大会連続5回目の優勝を果たした。

## 概要
2014年11月13日に開催された日本サッカー協会 (JFA) 理事会においてレギュレーションが正式決定した。参加チームは前回第94回大会までと同じ88チームであるが、開催規程が一部変更され、レギュレーションに複数の大きな変更があった。2015年7月2日に大会実施概要が公表された。
- 参加資格を「第1種加盟登録チーム」に限定し、第2種加盟登録チーム (いわゆる「ユース世代」)の参加が不可能になった[3]。これについて、日本サッカー協会は「高円宮杯U-18プレミアリーグなどと日程が重複し、ユース世代の日程が過密になるため」と説明している[4][5]。
- AFCチャンピオンズリーグ2015 (ACL) に出場する4チーム (=ガンバ大阪・浦和レッズ・鹿島アントラーズ・柏レイソル)は4回戦シードとする (新たに設定)。ただし、当該チームがACLの準々決勝に進出出来なかった場合は当該シード権を喪失し、天皇杯実施委員会にて当該シードを選出する。
  - その後、ACL準々決勝に進出したG大阪と柏の2チームが4回戦シードとなりグループリーグを敗退した浦和と鹿島のシード権が失効した上で、Jリーグヤマザキナビスコカップ準々決勝進出かつJ1リーグ・1stステージの上位2チームである浦和レッズ・FC東京がJリーグ側から推薦されてシードとして承認された[2][6]。
- 2015年のJ1チームについては、2014年シーズンから所属しACLに出場しない11チームと、前年のJ2・1位 (=湘南ベルマーレ)は2回戦シード、前年のJ2・2位 (=松本山雅FC)とJ1昇格プレーオフ勝者 (=モンテディオ山形)は1回戦から出場する (前年までは2回戦シード)。
- 2015年のJ2チームについては、全チーム1回戦からの出場とする (前年までは2回戦シード)。
- J1・J2勢及び都道府県代表以外の1回戦シードチームは、第17回JFLファーストステージ優勝チームとする (前々年までのJFLシード枠復活)。
- 5位 (ベスト8)にも強化費 (賞金)を授与する (前年まではベスト4以上)

日本サッカー後援会創立40年を記念し、この回から優勝チームには後援会が記念事業として寄贈した、「JFA杯」が贈られる。
決勝については、2016年1月1日に味の素スタジアムで行われることが決まり、2年ぶりの『元日決勝』が復活することになった。決勝会場については、記者会見したJFA専務理事の原博実が「3ヶ所が開催に立候補した。条件を鑑みて味スタに決まった」と説明している。3ヶ所が具体的にどこかは明らかにされていないが、日刊スポーツはJFA関係者の話として「今回は、味スタと吹田市の新しいスタジアムから申請があった」と報じている。原は「 (2016年以降は)新国立競技場が完成するまでは色々なところでやりたい。関西の可能性もある」と言及している。
本大会では、NHKが「テレビ放送の同時配信の試験的な提供 (試験的提供A)」の一環として、決勝戦の模様をNHKスポーツオンライン天皇杯サイトおよびiOS/Android用スマートフォン・タブレット向けアプリ「NHK SPORTS」で総合テレビと同内容の同時無料配信を行った ほか、準決勝以降の3試合については同サイト・アプリで試合中のハイライトシーンを好みのアングルから再生できる「マルチアングルクリップ動画」や試合中のスタッツデータ・走行ランキングなどの「リアルタイム競技データ」を提供している。
本大会ではポスター等に用いるメインビジュアルに、サッカー漫画「GIANT KILLING」 (ツジトモ)の登場人物である達海猛を起用している。

## 日程
日程としては第93回大会に近い形となり、前述の通り2年ぶりに『元日決勝』が復活する。原は「スケジュールについては色々議論している。来年については大幅に変えることはできない」とした上で、「第97回大会 (3年後)以降から大きく変わる可能性がある」と説明しており、第96回大会までは現在の日程が大きく変わらないものの、以後は日程の抜本的見直しがあり得ることを示唆している。
| 試合     | 開催日               | 参加チーム数変動   | 備考                                                   |
| -------- | -------------------- | ------------------ | ------------------------------------------------------ |
| 1回戦    | 8月29日、30日        | 72(2+22+1+47) → 36 | 2014年のJ2リーグ2位以下、JFLシード、都道府県代表の参加 |
| 2回戦    | 9月5日、6日、9日     | 48(36+12) → 24     | 2014年のJ2リーグ1位以上 (シードチーム除く)の参加       |
| 3回戦    | 10月10日、11日、14日 | 24 → 12            |                                                        |
| 4回戦    | 11月11日、14日、15日 | 16(12+4) → 8       | J1シードチームの参加                                   |
| 準々決勝 | 12月26日             | 8 → 4              |                                                        |
| 準決勝   | 12月29日             | 4 → 2              |                                                        |
| 決勝     | 1月1日               | 2 → 1              |                                                        |

1. ↑  2014年のJ2リーグ2位 (松本山雅FC)、J1昇格プレーオフ勝者 (モンテディオ山形)、および2015年のJ2リーグチーム。
2. ↑  Jリーグヤマザキナビスコカップ準々決勝に進出し、シードとなっていないJ1チーム (鹿島アントラーズ・ヴィッセル神戸・名古屋グランパス・アルビレックス新潟の4チーム)の試合、および1回戦に勝利したJ3チームの試合が対象。
3. ↑  2014年のJ1リーグ残留チーム (15位以上)および2014年のJ2リーグ1位チーム (湘南ベルマーレ)。
4. 1 2  AFCチャンピオンズリーグ2015準々決勝に進出したガンバ大阪・柏レイソル、およびJリーグヤマザキナビスコカップ準々決勝進出かつJ1リーグ1stステージ上位チームでJリーグから推薦された浦和レッズ・FC東京[2][6] の4チーム。

## 出場チーム
以下の「出場回数」についてはJFAの公式記録に基づくが、基本的には「前身となるチーム (クラブ化前の実業団チーム、など)からの通算回数」としている。ただし、一部に例外もある。

### J1リーグ
2015年のJ1リーグ所属の全18チーム。
| チーム           | 出場回数       |
| ---------------- | -------------- |
| ベガルタ仙台     | 21年連続22回目 |
| モンテディオ山形 | 20年連続24回目 |
| 鹿島アントラーズ | 24年連続32回目 |
| 浦和レッズ       | 50年連続51回目 |
| 柏レイソル       | 21年連続48回目 |
| FC東京           | 22年連続22回目 |
| 川崎フロンターレ | 21年連続32回目 |
| 横浜F・マリノス  | 37年連続38回目 |
| 湘南ベルマーレ   | 44年連続44回目 |

| チーム             | 出場回数       |
| ------------------ | -------------- |
| ヴァンフォーレ甲府 | 20年連続24回目 |
| 松本山雅FC         | 8年連続10回目  |
| アルビレックス新潟 | 20年連続24回目 |
| 清水エスパルス     | 24年連続24回目 |
| 名古屋グランパス   | 25年連続39回目 |
| ガンバ大阪         | 35年連続35回目 |
| ヴィッセル神戸     | 25年連続29回目 |
| サンフレッチェ広島 | 44年連続64回目 |
| サガン鳥栖         | 22年連続24回目 |

### J2リーグ
2015年のJ2リーグ所属の全22チーム。
| チーム                 | 出場回数       |
| ---------------------- | -------------- |
| コンサドーレ札幌       | 34年連続35回目 |
| 水戸ホーリーホック     | 20年連続20回目 |
| 栃木SC                 | 18年連続18回目 |
| ザスパクサツ群馬       | 13年連続13回目 |
| 大宮アルディージャ     | 20年連続21回目 |
| ジェフユナイテッド千葉 | 29年連続51回目 |
| 東京ヴェルディ         | 40年連続41回目 |
| 横浜FC                 | 17年連続17回目 |
| ツエーゲン金沢         | 9年連続12回目  |
| ジュビロ磐田           | 36年連続39回目 |
| FC岐阜                 | 10年連続10回目 |

| チーム             | 出場回数       |
| ------------------ | -------------- |
| 京都サンガF.C.     | 22年連続33回目 |
| セレッソ大阪       | 22年連続47回目 |
| ファジアーノ岡山   | 8年連続8回目   |
| カマタマーレ讃岐   | 11年連続17回目 |
| 徳島ヴォルティス   | 25年連続27回目 |
| 愛媛FC             | 17年連続17回目 |
| アビスパ福岡       | 22年連続24回目 |
| ギラヴァンツ北九州 | 8年連続8回目   |
| V・ファーレン長崎  | 7年連続9回目   |
| ロアッソ熊本       | 16年連続16回目 |
| 大分トリニータ     | 20年連続20回目 |

### JFLシードチーム
第17回日本フットボールリーグファーストステージ勝者。
| チーム           | 出場回数     |
| ---------------- | ------------ |
| ヴァンラーレ八戸 | 4年連続5回目 |

### 都道府県代表
長崎・熊本・大分・鹿児島の4県代表は6月28日 に、福岡県代表は7月5日 に、島根・広島の2県代表は7月12日 に、香川県代表は8月1日 に、山梨・徳島・愛媛の3県代表は8月2日 に、岡山県代表は8月9日 に、沖縄県代表は8月12日 に、佐賀・宮崎の2県代表は8月16日 に、栃木・千葉・神奈川・愛知・三重・京都の6県代表は8月22日 に、それ以外の26都道府県代表は8月23日 に決定した。
| 都道府県 | チーム                   | 所属リーグ    | 出場回数       |
| -------- | ------------------------ | ------------- | -------------- |
| 北海道   | 札幌大学                 | 北海道学生1部 | 03年ぶり23回目 |
| 青森県   | ラインメール青森FC       | 東北1部       | 初出場         |
| 岩手県   | グルージャ盛岡           | J3            | 08年連続09回目 |
| 宮城県   | 仙台大学                 | 東北大学1部   | 10年ぶり02回目 |
| 秋田県   | ブラウブリッツ秋田       | J3            | 14年連続22回目 |
| 山形県   | 山形大学医学部           | 東北大学2部B  | 04年ぶり02回目 |
| 福島県   | 福島ユナイテッドFC       | J3            | 08年連続08回目 |
| 茨城県   | 流通経済大学             | 関東大学1部   | 05年ぶり08回目 |
| 栃木県   | 栃木ウーヴァFC           | JFL           | 03年連続07回目 |
| 群馬県   | tonan前橋                | 関東1部       | 03年ぶり03回目 |
| 埼玉県   | 東京国際大学             | 関東大学2部   | 02年ぶり03回目 |
| 千葉県   | 順天堂大学               | 関東大学1部   | 05年ぶり15回目 |
| 東京都   | FC町田ゼルビア           | J3            | 03年ぶり04回目 |
| 神奈川県 | 桐蔭横浜大学             | 関東大学1部   | 02年ぶり02回目 |
| 山梨県   | 韮崎アストロス           | 山梨県SPL     | 08年ぶり13回目 |
| 長野県   | AC長野パルセイロ         | J3            | 04年連続05回目 |
| 新潟県   | JAPANサッカーカレッジ    | 北信越1部     | 02年連続13回目 |
| 富山県   | 富山新庄クラブ           | 北信越1部     | 06年連続06回目 |
| 石川県   | 北陸大学                 | 北信越大学1部 | 初出場         |
| 福井県   | サウルコス福井           | 北信越1部     | 04年連続07回目 |
| 静岡県   | 藤枝MYFC                 | J3            | 03年連続03回目 |
| 愛知県   | FCマルヤス岡崎           | JFL           | 12年ぶり02回目 |
| 三重県   | 四日市大学               | 東海学生1部   | 05年ぶり05回目 |
| 岐阜県   | FC岐阜SECOND             | 東海1部       | 02年ぶり07回目 |
| 滋賀県   | MIOびわこ滋賀            | JFL           | 02年ぶり04回目 |
| 京都府   | 立命館大学               | 関西学生1部   | 09年ぶり07回目 |
| 大阪府   | FC大阪                   | JFL           | 02年連続02回目 |
| 兵庫県   | 関西学院大学             | 関西学生1部   | 04年連続24回目 |
| 奈良県   | 奈良クラブ               | JFL           | 07年連続07回目 |
| 和歌山県 | アルテリーヴォ和歌山     | 関西1部       | 07年連続07回目 |
| 鳥取県   | ガイナーレ鳥取           | J3            | 16年連続18回目 |
| 島根県   | 松江シティFC             | 中国          | 03年ぶり02回目 |
| 岡山県   | ファジアーノ岡山ネクスト | JFL           | 05年連続05回目 |
| 広島県   | 広島経済大学             | 中国大学1部   | 04年ぶり04回目 |
| 山口県   | レノファ山口FC           | J3            | 02年ぶり12回目 |
| 香川県   | 多度津FC                 | 四国          | 02年連続02回目 |
| 徳島県   | 徳島大学ヒポクラテス     | 徳島県2部     | 初出場         |
| 愛媛県   | FC今治                   | 四国          | 07年連続07回目 |
| 高知県   | 高知大学                 | 四国大学1部   | 13年連続20回目 |
| 福岡県   | 福岡大学                 | 九州大学1部   | 05年連続30回目 |
| 佐賀県   | 佐賀LIXIL FC             | 九州          | 04年ぶり07回目 |
| 長崎県   | 三菱重工長崎SC           | 九州          | 03年連続09回目 |
| 熊本県   | 東海大学熊本             | 九州大学1部   | 初出場         |
| 大分県   | ヴェルスパ大分           | JFL           | 06年連続06回目 |
| 宮崎県   | J.FC MIYAZAKI            | 九州          | 初出場         |
| 鹿児島県 | 鹿児島ユナイテッドFC     | JFL           | 02年連続02回目 |
| 沖縄県   | FC琉球                   | J3            | 06年連続09回目 |

- 出場回数に関する備考

1. ↑  日産自動車サッカー部→横浜マリノスからの出場回数を含む。なお、横浜フリューゲルス (1999年に統合)の出場回数 (13回)は含まない。
2. ↑  鳥栖フューチャーズの出場回数 (5回)を含む (なお、鳥栖と鳥栖Fには組織としての連続性はない。当該項参照)。
3. ↑  前身の三菱化成黒崎サッカー部の出場回数 (4回)を含まない。
4. ↑  前身の静岡FC (2回出場)の出場回数は含まない。
5. ↑  関学クラブ (10回出場)および全関学 (4回出場)の出場回数は含まない。
6. ↑  登録上の前々身にあたるプロフェソール宮崎FC→サン宮崎FC（3回出場）の出場回数は含まない。
7. ↑  前身のヴォルカ鹿児島 (6回出場)およびFC KAGOSHIMA (1回出場、別に前身の鹿屋体育大学クラブで1回出場)の出場回数は含まない。

## 試合結果

### 1回戦
| 2015年8月29日 No.1 | FCマルヤス岡崎    | 1 - 4          | 桐蔭横浜大学                                          | 名古屋市                                                    |
| 13:00              | - 地主園秀美 80分 | 公式記録 (PDF) | - 鈴木国友 13分, 23分 - 尾崎快斗 33分 - 石川大地 63分 | 競技場: 名古屋市港サッカー場 観客数: 613人 主審: 金次雄之介 |

| 2015年8月29日 No.2 | 松本山雅FC                                    | 3 - 0          | サウルコス福井 | 松本市                                                                        |
| 16:00              | - ウィリアン 21分 - オビナ 68分 - 安藤淳 76分 | 公式記録 (PDF) |                | 競技場: 松本平広域運動公園総合球技場アルウィン 観客数: 5,960人 主審: 池内明彦 |

| 2015年8月30日 No.3 | ツエーゲン金沢                                                                                         | 6 - 3 (延長)   | FC今治                                          | 金沢市                                                              |
| 16:00              | - 玉城峻吾 48分, 67分 - 大槻優平 105+1分 - 嶺岸佳介 108分 (PK) - 茂木駿佑 111分 - 田中パウロ淳一 120分 | 公式記録 (PDF) | - 桑島昂平 12分 - 中野圭 90+1分 - 長尾善公 98分 | 競技場: 石川県西部緑地公園陸上競技場 観客数: 1,241人 主審: 塚田健太 |

| 2015年8月29日 No.4 | 大分トリニータ                | 2 - 0          | 佐賀LIXIL FC | 大分市                                                |
| 19:00              | - 若狭大志 51分 - 松本怜 60分 | 公式記録 (PDF) |              | 競技場: 大分銀行ドーム 観客数: 2,004人 主審: 上田益也 |

| 2015年8月29日 No.5 | V・ファーレン長崎                                                              | 7 - 0          | 三菱重工長崎SC | 諫早市                                                                |
| 18:00              | - 佐藤洸一 7分, 18分, 38分, 51分 - 李栄直 55分 - 北川滉平 63分 - 深井正樹 71分 | 公式記録 (PDF) |                | 競技場: 長崎県立総合運動公園陸上競技場 観客数: 1,259人 主審: 藤田和也 |

| 2015年8月29日 No.6 | MIOびわこ滋賀                                      | 3 - 2 (延長)   | アルテリーヴォ和歌山 | 東近江市                                                                                   |
| 13:00              | - 松本祐樹 58分 - 安楽健太 90+5分 - 坂本一輝 105分 | 公式記録 (PDF) | - 白方淳也 3分, 9分  | 競技場: 東近江市布引運動公園陸上競技場 (布引グリーンスタジアム) 観客数: 329人 主審: 李尚起 |

| 2015年8月30日 No.7 | 富山新庄クラブ | 0 - 5          | FC琉球                                                              | 富山市                                                          |
| 17:00              |                | 公式記録 (PDF) | - 田中恵太 24分, 61分 - 小幡純平 36分 - 浦島貴大 59分 - 藤井貴 84分 | 競技場: 富山県総合運動公園陸上競技場 観客数: 780人 主審: 俵元希 |

| 2015年8月29日 No.8 | 水戸ホーリーホック                                    | 4 - 2          | ラインメール青森   | 水戸市                                                            |
| 18:00              | - 鈴木雄斗 22分, 68分 - 山村佑樹 74分 - 鈴木武蔵 83分 | 公式記録 (PDF) | - アラン 9分, 30分 | 競技場: ケーズデンキスタジアム水戸 観客数: 1,327人 主審: 河合英治 |

| 2015年8月29日 No.9 | ギラヴァンツ北九州              | 2 - 1          | J.FC MIYAZAKI   | 北九州市                                                      |
| 16:00              | - 多田高行 45+2分 - 小松塁 74分 | 公式記録 (PDF) | - 松村和希 56分 | 競技場: 北九州市立本城陸上競技場 観客数: 712人 主審: 飯田淳平 |

| 2015年8月29日 No.10 | 韮崎アストロス | 0 - 3          | 順天堂大学                                      | 甲府市                                                  |
| 13:00               |                | 公式記録 (PDF) | - 名古新太郎 17分 - 室伏航 24分 - 新里涼 90+6分 | 競技場: 山梨中銀スタジアム 観客数: 339人 主審: 須谷雄三 |

| 2015年8月29日 No.11 | セレッソ大阪  | 1 - 2          | FC大阪                          | 大阪市                                                      |
| 18:00               | - 永井龍 74分 | 公式記録 (PDF) | - 高橋周也 29分 - 中村亮太 35分 | 競技場: キンチョウスタジアム 観客数: 4,467人 主審: 大坪博和 |

| 2015年8月30日 No.12 | 愛媛FC                  | 1 - 0          | 多度津FC | 松山市                                                    |
| 19:00               | - パク・チャニョン 50分 | 公式記録 (PDF) |          | 競技場: ニンジニアスタジアム 観客数: 1,039人 主審: 廣瀬格 |

| 2015年8月29日 No.13 | 四日市大学      | 1 - 6          | ヴェルスパ大分                                                           | 鈴鹿市                                                                                     |
| 13:00               | - 棚橋快斗 89分 | 公式記録 (PDF) | - 中島大輝 4分, 71分 - 利根瑠偉 28分 - 清水大輔 62分 - 木島悠 80分, 84分 | 競技場: 三重交通Gスポーツの杜鈴鹿サッカー・ラグビー場メインG 観客数: 313人 主審: 加藤 正和 |

| 2015年8月29日 No.14 | コンサドーレ札幌                                                            | 5 - 1          | 札幌大学        | 札幌市                                                    |
| 13:03               | - 前寛之 17分 - 上原慎也 39分 - 前田俊介 58分 - ニウド 70分 - 進藤亮佑 74分 | 公式記録 (PDF) | - 澤野康介 86分 | 競技場: 札幌厚別公園競技場 観客数: 2,489人 主審: 家本政明 |

| 2015年8月30日 No.15 | 横浜FC                                       | 3 - 0          | tonan前橋 | 横浜市                                                      |
| 18:00               | - 佐藤謙介 7分 - 松下年宏 37分 - 黒津勝 82分 | 公式記録 (PDF) |           | 競技場: ニッパツ三ツ沢球技場 観客数: 1,256人 主審: 荒木友輔 |

| 2015年8月30日 No.16 | ブラウブリッツ秋田                                | 3 - 0          | 福島ユナイテッドFC | 秋田市                                                  |
| 13:00               | - 島川俊郎 29分 - 平井晋太郎 40分 - 牧内慶太 68分 | 公式記録 (PDF) |                    | 競技場: あきぎんスタジアム 観客数: 468人 主審: 笠原寛貴 |

| 2015年8月29日 No.17 | 徳島ヴォルティス                                                                              | 7 - 0          | ファジアーノ岡山ネクスト | 鳴門市                                                                                   |
| 15:00               | - 廣瀬智靖 29分 - 津田知宏 39分, 45+1分 - 長谷川悠 42分, 63分 - 藤原広太朗 54分 - 衛藤裕 70分 | 公式記録 (PDF) |                          | 競技場: 鳴門・大塚スポーツパーク ポカリスエットスタジアム 観客数: 1,224人 主審: 窪田陽輔 |

| 2015年8月29日 No.18 | ザスパクサツ群馬 | 1 - 2          | FC岐阜SECOND                  | 前橋市                                                                      |
| 15:00               | - 大津耀誠 66分  | 公式記録 (PDF) | - 森優也 11分 - 木田稔彦 25分 | 競技場: 群馬県立敷島公園サッカー・ラグビー場 観客数: 1,008人 主審: 小屋幸栄 |

| 2015年8月29日 No.19                                             | 奈良クラブ | 0 - 0 (延長) (5 - 6 PK戦)                                         | 藤枝MYFC | 橿原市                                                          |
| 13:00                                                           |            | 公式記録 (PDF)                                                    |          | 競技場: 奈良県立橿原公苑陸上競技場 観客数: 540人 主審: 国吉真樹 |
|                                                                 | PK戦       |                                                                   |          |                                                                 |
| - 吉田智尚 - 坂本修佑 - 小野祐輔 - 志水克行 - 林佳祐 - 塚本翔平 |            | - 富井英司 - 越智亮介 - 大石治寿 - 満生充 - 奈良林寛紀 - 沓掛勇太 |          |                                                                 |

| 2015年8月29日 No.20 | モンテディオ山形                                                                  | 7 - 1          | 山形大学医学部 | 天童市                                                        |
| 19:04               | - 高崎寛之 14分, 46分 - 川西翔太 17分, 29分 - 中島裕希 42分 - 萬代宏樹 68分, 87分 | 公式記録 (PDF) | - 斎藤大三 1分 | 競技場: NDソフトスタジアム山形 観客数: 2,159人 主審: 今村義朗 |

| 2015年8月30日 No.21 | カマタマーレ讃岐 | 1 - 0          | 高知大学 | 丸亀市                                                    |
| 19:00               | - 森川裕基 90分  | 公式記録 (PDF) |          | 競技場: 香川県立丸亀競技場 観客数: 1,505人 主審: 岡部拓人 |

| 2015年8月30日 No.22 | 広島経済大学                    | 2 - 0          | 徳島大学ヒポクラテス | 広島市                                                      |
| 16:00               | - 坪本浩輝 55分 - 田中優貴 65分 | 公式記録 (PDF) |                      | 競技場: 広島広域公園第一球技場 観客数: 344人 主審: 竹長泰彦 |

| 2015年8月29日 No.23 | ロアッソ熊本    | 1 - 0          | 福岡大学 | 熊本市                                                  |
| 16:00               | - 田中達也 77分 | 公式記録 (PDF) |          | 競技場: 熊本市水前寺競技場 観客数: 1,524人 主審: 松尾一 |

| 2015年8月29日 No.24 | ガイナーレ鳥取                   | 2 - 1 (延長)   | ファジアーノ岡山 | 鳥取市                                                          |
| 18:00               | - 山本大稀 49分 - 安藤由翔 109分 | 公式記録 (PDF) | - 片山瑛一 47分  | 競技場: とりぎんバードスタジアム 観客数: 2,490人 主審: 井上知大 |

| 2015年8月30日 No.25 | グルージャ盛岡 | 0 - 3          | FC町田ゼルビア                        | 盛岡市                                                          |
| 13:00               |                | 公式記録 (PDF) | - 重松健太郎 20分, 37分 - 戸島章 74分 | 競技場: 岩手県営運動公園陸上競技場 観客数: 476人 主審: 松澤慶和 |

| 2015年8月29日 No.26 | ジュビロ磐田    | 1 - 0          | 北陸大学 | 磐田市                                                    |
| 18:00               | - 清水貴文 19分 | 公式記録 (PDF) |          | 競技場: ヤマハスタジアム 観客数: 2,240人 主審: 福島孝一郎 |

| 2015年8月30日 No.27 | アビスパ福岡                               | 3 - 0          | 東海大学熊本 | 福岡市                                                        |
| 16:00               | - 酒井宣福 6分, 49分 - イ・グァンソン 86分 | 公式記録 (PDF) |              | 競技場: レベルファイブスタジアム 観客数: 1,574人 主審: 東城穣 |

| 2015年8月30日 No.28 | ヴァンラーレ八戸 | 0 - 1          | 仙台大学          | 八戸市                                                |
| 13:00               |                  | 公式記録 (PDF) | - 山田満夫 90+1分 | 競技場: 八戸東陸上競技場 観客数: 881人 主審: 浜本祐介 |

| 2015年8月29日 No.29 | 大宮アルディージャ                                                    | 4 - 0          | 栃木ウーヴァFC | さいたま市                                                 |
| 18:00               | - 播戸竜二 9分 - 清水慎太郎 15分 - 富山貴光 84分 - マテウス 89分 (PK) | 公式記録 (PDF) |                | 競技場: NACK5スタジアム大宮 観客数: 2,997人 主審: 清水修平 |

| 2015年8月29日 No.30 | 東京ヴェルディ                                                                          | 5 - 1          | JAPANサッカーカレッジ | 北区                                                        |
| 18:00               | - 高木大輔 16分, 29分 - 畠中槙之輔 35分 - 平本一樹 57分 - ブルーノ・コウチーニョ 90+2分 | 公式記録 (PDF) | - 田宮諒 77分         | 競技場: 味の素フィールド西が丘 観客数: 1,173人 主審: 柿沼亨 |

| 2015年8月29日 No.31 | 松江シティFC    | 1 - 0          | 鹿児島ユナイテッドFC | 松江市                                                    |
| 13:00               | - 谷尾昂也 16分 | 公式記録 (PDF) |                      | 競技場: 松江市営陸上競技場 観客数: 1,124人 主審: 阿部将茂 |

| 2015年8月30日 No.32                                  | 京都サンガF.C.                  | 2 - 2 (延長) (5 - 3 PK戦)                   | 立命館大学                          | 京都市                                                                            |
| 18:00                                                | - 佐々木勇人 9分 - フェホ 111分 | 公式記録 (PDF)                              | - 國分伸太郎 79分 - 佐々木宏太 96分 | 競技場: 京都市西京極総合運動公園陸上競技場兼球技場 観客数: 1,668人 主審: 野田祐樹 |
|                                                      | PK戦                            |                                             |                                     |                                                                                   |
| - 大黒将志 - フェホ - 駒井善成 - 菅沼駿哉 - 石櫃洋祐 |                                 | - 加藤臣哉 - 茂平 - 國分伸太郎 - 佐々木宏太 |                                     |                                                                                   |

| 2015年8月29日 No.33                                  | 栃木SC | 0 - 0 (延長) (3 - 4 PK戦)                                | 流通経済大学 | 宇都宮市                                                      |
| 16:00                                                |        | 公式記録 (PDF)                                           |              | 競技場: 栃木県グリーンスタジアム 観客数: 1,521人 主審: 岡宏道 |
|                                                      | PK戦   |                                                          |              |                                                               |
| - 阪野豊史 - 山形辰徳 - 中美慶哉 - 金子翔太 - 本間勲 |        | - 山岸祐也 - 小池裕太 - 塚川孝輝 - 今津佑太 - 古波津辰希 |              |                                                               |

| 2015年8月30日 No.34 | AC長野パルセイロ | 1 - 0          | レノファ山口FC | 長野市                                                        |
| 16:00               | - 松原優吉 56分  | 公式記録 (PDF) |                | 競技場: 南長野運動公園総合球技場 観客数: 2,870人 主審: 松本大 |

| 2015年8月29日 No.35 | ジェフユナイテッド千葉                | 3 - 0          | 東京国際大学 | 千葉市                                                    |
| 18:00               | - 安柄俊 35分, 79分 - 町田也真人 64分 | 公式記録 (PDF) |              | 競技場: フクダ電子アリーナ 観客数: 3,156人 主審: 吉田哲朗 |

| 2015年8月30日 No.36 | FC岐阜                                    | 2 - 1 (延長)   | 関西学院大学    | 岐阜市                                                                        |
| 13:00               | - 太田圭輔 36分 - レオミネイロ 117分 (PK) | 公式記録 (PDF) | - 福冨孝也 83分 | 競技場: 岐阜メモリアルセンター長良川球技メドウ 観客数: 1,152人 主審: 高山啓義 |

### 2回戦
| 2015年9月5日 No.37 | 湘南ベルマーレ                                       | 4 - 3          | 桐蔭横浜大学                          | 平塚市                                                          |
| 18:00              | - アモリン 9分 - 藤田祥史 48分, 76分 - 山田直輝 63分 | 公式記録 (PDF) | - 山根視来 60分 - 依田隆希 83分, 88分 | 競技場: Shonan BMWスタジアム平塚 観客数: 2,266人 主審: 今村義朗 |

| 2015年9月5日 No.38 | 松本山雅FC                    | 2 - 1          | ツエーゲン金沢    | 松本市                                                                        |
| 16:03              | - 飯田真輝 10分 - オビナ 42分 | 公式記録 (PDF) | - 作田裕次 90+1分 | 競技場: 松本平広域運動公園総合球技場アルウィン 観客数: 6,613人 主審: 木村博之 |

| 2015年9月5日 No.39 | 大分トリニータ                                    | 3 - 0          | V・ファーレン長崎 | 大分市                                                |
| 19:00              | - 為田大貴 16分 - 伊佐耕平 21分 - 後藤優介 90+1分 | 公式記録 (PDF) |                   | 競技場: 大分銀行ドーム 観客数: 2,285人 主審: 河合英治 |

| 2015年9月6日 (2015年10月11日)[A] No.40 | 横浜F・マリノス                               | 3 - 1 (延長)   | MIOびわこ滋賀  | 横浜市                                                                                    |
| 19:00 (13:00)                          | - アデミウソン 53分 (PK), 95分 - 伊藤翔 104分 | 公式記録 (PDF) | - 村上聖弥 2分 | 競技場: ニッパツ三ツ沢球技場 - (日産スタジアム) 観客数: 4,024人(5,906人) 主審: 福島孝一郎 |

| 2015年9月9日 No.41 | 鹿島アントラーズ                                | 3 - 1          | FC琉球               | 鹿嶋市                                                                |
| 19:04              | - 豊川雄太 18分 - 山本脩斗 31分 - 杉本太郎 81分 | 公式記録 (PDF) | - 田中恵太 38分 (PK) | 競技場: 茨城県立カシマサッカースタジアム 観客数: 2,069人 主審: 岡宏道 |

| 2015年9月5日 No.42 | 水戸ホーリーホック              | 2 - 1          | ギラヴァンツ北九州 | 水戸市                                                            |
| 18:00              | - 鈴木雄斗 46分 - 船谷圭祐 62分 | 公式記録 (PDF) | - 原一樹 86分      | 競技場: ケーズデンキスタジアム水戸 観客数: 1,451人 主審: 塚田智宏 |

| 2015年9月5日 No.43 | ヴァンフォーレ甲府                             | 3 - 2          | 順天堂大学                      | 甲府市                                                    |
| 15:04              | - 橋爪勇樹 7分 - 保坂一成 13分 - 阿部拓馬 57分 | 公式記録 (PDF) | - 原田鉄平 27分 - 杉田真彦 79分 | 競技場: 山梨中銀スタジアム 観客数: 1,995人 主審: 吉田寿光 |

| 2015年9月5日 No.44 | FC大阪                              | 2 - 3 (延長)   | 愛媛FC                                   | 大阪市                                                      |
| 18:00              | - ジュニーニョ 73分 - 田中直基 80分 | 公式記録 (PDF) | - 河原和寿 45+1分, 119分 - 瀬沼優司 87分 | 競技場: キンチョウスタジアム 観客数: 1,186人 主審: 村上伸次 |

| 2015年9月5日 No.45 | サガン鳥栖                                            | 4 - 0          | ヴェルスパ大分 | 鳥栖市                                                            |
| 19:00              | - 谷口博之 25分, 78分 - 水沼宏太 39分 - 豊田陽平 43分 | 公式記録 (PDF) |                | 競技場: ベストアメニティスタジアム 観客数: 3,014人 主審: 榎本一慶 |

| 2015年9月5日 No.46 | コンサドーレ札幌 | 1 - 0          | 横浜FC | 札幌市                                                    |
| 13:00              | - ナザリト 28分  | 公式記録 (PDF) |        | 競技場: 札幌厚別公園競技場 観客数: 2,970人 主審: 岡部拓人 |

| 2015年9月9日 No.47 | アルビレックス新潟                                              | 4 - 0          | ブラウブリッツ秋田 | 新潟市                                                                |
| 19:03              | - ラファエル・シルバ 36分 - 田中達也 50分, 56分 - 斎藤宏太 86分 | 公式記録 (PDF) |                    | 競技場: デンカビッグスワンスタジアム 観客数: 3,365人 主審: 三上正一郎 |

| 2015年9月5日 No.48 | 徳島ヴォルティス | 1 - 0          | FC岐阜SECOND | 鳴門市                                                                                   |
| 18:00              | - 広瀬陸斗 85分  | 公式記録 (PDF) |              | 競技場: 鳴門・大塚スポーツパーク ポカリスエットスタジアム 観客数: 1,442人 主審: 井上知大 |

| 2015年9月9日 No.49 | 清水エスパルス                  | 2 - 4          | 藤枝MYFC                                      | 静岡市                                                     |
| 19:04              | - 河井陽介 11分 - 石毛秀樹 15分 | 公式記録 (PDF) | - 大石治寿 24分, 28分 - 枝本雄一郎 69分, 85分 | 競技場: IAIスタジアム日本平 観客数: 2,218人 主審: 荒木友輔 |

| 2015年9月5日 No.50 | モンテディオ山形                                | 3 - 1          | カマタマーレ讃岐 | 天童市                                                        |
| 19:01              | - アルセウ 23分 - 川西翔太 70分 - 山田拓巳 75分 | 公式記録 (PDF) | - 仲間隼斗 22分  | 競技場: NDソフトスタジアム山形 観客数: 2,834人 主審: 山本雄大 |

| 2015年9月5日 No.51 | サンフレッチェ広島                                                                                             | 8 - 0          | 広島経済大学 | 福山市                                                                |
| 15:00              | - 柏好文 6分 - 浅野拓磨 27分, 66分 - ドウグラス 57分 - 青山敏弘 60分 - 野津田岳人 61分, 90+4分 - 皆川佑介 85分 | 公式記録 (PDF) |              | 競技場: 福山市竹ヶ端運動公園陸上競技場 観客数: 4,529人 主審: 西村雄一 |

| 2015年9月9日 No.52 | ロアッソ熊本      | 1 - 0          | ガイナーレ鳥取 | 熊本市                                                            |
| 19:00              | - 嶋田慎太郎 88分 | 公式記録 (PDF) |                | 競技場: うまかな・よかなスタジアム 観客数: 1,520人 主審: 吉田哲朗 |

| 2015年9月9日 No.53 | 名古屋グランパス | 0 - 1          | FC町田ゼルビア         | 名古屋市                                                      |
| 19:00              |                  | 公式記録 (PDF) | - 鈴木孝司 90+3分 (PK) | 競技場: 名古屋市港サッカー場 観客数: 1,481人 主審: 福島孝一郎 |

| 2015年9月5日 No.54 | ジュビロ磐田 | 0 - 1          | アビスパ福岡    | 磐田市                                                  |
| 18:00              |              | 公式記録 (PDF) | - 酒井宣福 68分 | 競技場: ヤマハスタジアム 観客数: 3,368人 主審: 清水修平 |

| 2015年9月6日 No.55 | ベガルタ仙台                                   | 3 - 2          | 仙台大学                        | 仙台市                                                        |
| 15:03              | - 奥埜博亮 9分 - 野沢拓也 40分 - 菅井直樹 72分 | 公式記録 (PDF) | - 石川隆太 60分 - 森村公亮 79分 | 競技場: ユアテックスタジアム仙台 観客数: 3,351人 主審: 廣瀬格 |

| 2015年9月6日 No.56 | 大宮アルディージャ                  | 3 - 1          | 東京ヴェルディ            | さいたま市                                                 |
| 18:00              | - 泉澤仁 18分, 74分 - 渡邉大剛 36分 | 公式記録 (PDF) | - アラン・ピニェイロ 22分 | 競技場: NACK5スタジアム大宮 観客数: 3,851人 主審: 小屋幸栄 |

| 2015年9月5日 No.57 | 川崎フロンターレ                                      | 3 - 0          | 松江シティFC | 川崎市                                                  |
| 19:04              | - 大島僚太 24分 - エウシーニョ 37分 - 大久保嘉人 55分 | 公式記録 (PDF) |              | 競技場: 等々力陸上競技場 観客数: 4,505人 主審: 高山啓義 |

| 2015年9月6日 No.58 | 京都サンガF.C.                                        | 4 - 0          | 流通経済大学 | 京都市                                                                            |
| 19:04              | - 駒井善成 40分 - 有田光希 46分 - 宮吉拓実 52分, 67分 | 公式記録 (PDF) |              | 競技場: 京都市西京極総合運動公園陸上競技場兼球技場 観客数: 1,195人 主審: 吉田哲朗 |

| 2015年9月9日 No.59 | ヴィッセル神戸                                                      | 5 - 0          | AC長野パルセイロ | 神戸市                                                                    |
| 19:04              | - 渡邉千真 20分, 37分 - 岩波拓也 65分 - 増山朝陽 75分 - 奥井諒 84分 | 公式記録 (PDF) |                  | 競技場: 神戸総合運動公園ユニバー記念競技場 観客数: 1,720人 主審: 今村義朗 |

| 2015年9月6日 No.60 | ジェフユナイテッド千葉 | 1 - 0          | FC岐阜 | 千葉市                                                    |
| 18:00              | - 松田力 43分          | 公式記録 (PDF) |        | 競技場: フクダ電子アリーナ 観客数: 3,133人 主審: 荒木友輔 |

注釈
1. ^ 荒天のため73分16秒で中断し、そのまま中止となった (中断時点では1 - 1であった)。試合再開方法等について、JFAと主管サッカー協会が協議した結果、試合を中断した時点 (73分16秒)からの再開とし、試合記録も引き継がれることに決定した。また、交代人数も中断時点での残りの人数を適用し、出場選手も怪我等の理由がない限り中断時と同じメンバーで行うことになった。再開試合は2015年10月11日の13:00から、会場をニッパツ三ツ沢球技場から日産スタジアムに変更して行われた[20]。

### 3回戦
| 2015年10月10日 No.61 | 湘南ベルマーレ                | 2 - 3          | 松本山雅FC                                  | 平塚市                                                          |
| 14:04                | - 菊地俊介 14分 - 高山薫 83分 | 公式記録 (PDF) | - 前田直輝 18分 - オビナ 52分 - 安藤淳 57分 | 競技場: Shonan BMWスタジアム平塚 観客数: 3,646人 主審: 吉田寿光 |

| 2015年10月14日 No.62 | 大分トリニータ | 0 - 1 (延長)   | 横浜F・マリノス | 大分市                                                |
| 19:00                |                | 公式記録 (PDF) | - 伊藤翔 99分   | 競技場: 大分銀行ドーム 観客数: 2,847人 主審: 今村義朗 |

| 2015年10月14日 No.63                               | 鹿島アントラーズ | 0 - 0 (延長) (2 - 3 PK戦)                            | 水戸ホーリーホック | 鹿嶋市                                                                |
| 19:00                                              |                  | 公式記録 (PDF)                                       |                    | 競技場: 茨城県立カシマサッカースタジアム 観客数: 4,492人 主審: 松尾一 |
|                                                    | PK戦             |                                                      |                    |                                                                       |
| - 本山雅志 - 遠藤康 - ダヴィ - 山村和也 - 梅鉢貴秀 |                  | - 馬場賢治 - 三島康平 - 鈴木雄斗 - 新里亮 - 船谷圭祐 |                    |                                                                       |

| 2015年10月14日 No.64 | ヴァンフォーレ甲府 | 1 - 0          | 愛媛FC | 甲府市                                                    |
| 19:01                | - 秋吉泰佑 88分    | 公式記録 (PDF) |        | 競技場: 山梨中銀スタジアム 観客数: 2,056人 主審: 岡部拓人 |

| 2015年10月14日 No.65                                 | サガン鳥栖 | 0 - 0 (延長) (2 - 1 PK戦)                              | コンサドーレ札幌 | 鳥栖市                                                            |
| 19:04                                                |            | 公式記録 (PDF)                                         |                  | 競技場: ベストアメニティスタジアム 観客数: 2,895人 主審: 村上伸次 |
|                                                      | PK戦       |                                                        |                  |                                                                   |
| - 水沼宏太 - 藤田直之 - 金民友 - 鎌田大地 - 豊田陽平 |            | - 上里一将 - 前田俊介 - 福森晃斗 - 荒野拓馬 - 金山隼樹 |                  |                                                                   |

| 2015年10月14日 No.66 | アルビレックス新潟  | 1 - 2          | 徳島ヴォルティス                | 新潟市                                                              |
| 19:03                | - レオ・シルバ 72分 | 公式記録 (PDF) | - 石井秀典 30分 - 長谷川悠 75分 | 競技場: デンカビッグスワンスタジアム 観客数: 3,499人 主審: 西村雄一 |

| 2015年10月14日 No.67 | 藤枝MYFC        | 1 - 2          | モンテディオ山形                | 天童市                                                        |
| 19:00                | - 大石治寿 23分 | 公式記録 (PDF) | - 川西翔太 62分 - ディエゴ 83分 | 競技場: NDソフトスタジアム山形 観客数: 2,281人 主審: 木村博之 |

| 2015年10月14日 No.68 | サンフレッチェ広島 | 1 - 0          | ロアッソ熊本 | 広島市                                                          |
| 19:01                | - 皆川佑介 46分    | 公式記録 (PDF) |              | 競技場: エディオンスタジアム広島 観客数: 3,179人 主審: 家本政明 |

| 2015年10月14日 No.69 | FC町田ゼルビア                      | 2 - 0          | アビスパ福岡 | 福岡市                                                          |
| 19:04                | - ペ・デウォン 50分 - 久木野聡 65分 | 公式記録 (PDF) |              | 競技場: レベルファイブスタジアム 観客数: 1,611人 主審: 扇谷健司 |

| 2015年10月14日 No.70                                         | ベガルタ仙台 | 0 - 0 (延長) (4 - 3 PK戦)                            | 大宮アルディージャ | 仙台市                                                        |
| 19:03                                                        |              | 公式記録 (PDF)                                       |                    | 競技場: ユアテックスタジアム仙台 観客数: 3,276人 主審: 東城穣 |
|                                                              | PK戦         |                                                      |                    |                                                               |
| - ハモン・ロペス - 奥埜博亮 - 金久保順 - 鎌田次郎 - 藤村慶太 |              | - 家長昭博 - ムルジャ - 大屋翼 - 菊地光将 - 河本裕之 |                    |                                                               |

| 2015年10月14日 No.71 | 川崎フロンターレ                                      | 3 - 0          | 京都サンガF.C. | 川崎市                                                  |
| 19:03                | - 大久保嘉人 22分 - 小宮山尊信 82分 - 杉本健勇 90+1分 | 公式記録 (PDF) |                | 競技場: 等々力陸上競技場 観客数: 5,124人 主審: 山本雄大 |

| 2015年10月14日 No.72 | ヴィッセル神戸  | 1 - 0          | ジェフユナイテッド千葉 | 神戸市                                                                    |
| 19:00                | - 渡邉千真 44分 | 公式記録 (PDF) |                        | 競技場: 神戸総合運動公園ユニバー記念競技場 観客数: 2,277人 主審: 飯田淳平 |

### ラウンド16 (4回戦)
ラウンド16 (4回戦)の抽選は2015年10月22日に日本サッカー協会ビル (JFAハウス)にて行われた。今回の抽選では、これまでと異なりポットを2つ用いる方法で行われた。具体的には以下の方法で抽選が行われた。
1. №73ホーム→№73アウェー→№74ホーム→…の順にトーナメントポジションに1から16の番号を割り当て、この番号の書かれたポット (A) を用意する。
2. 3回戦勝者の12チーム+シード4チームの計16チームのチーム名の書かれたポット (B) の2つを用意する。
3. まずAのポットを抽選し、続いてBのポットを抽選して、その時点でチーム名とトーナメントポジションを紐付ける。
4. これを16回繰り返し、トーナメントの組み合わせを決定する。

試合日時・試合会場については抽選会翌日の2015年10月23日に発表された。
ドロワーは日本サッカー協会 (JFA) 副会長の田嶋幸三、JFA専務理事の原博実、元日本代表でNHKサッカー中継解説者の福西崇史の3人。立会人はJFA会長の大仁邦彌、天皇杯実施委員会委員長の佐々木一樹。
なお、今回の抽選会の模様の中継は2年ぶりにNHK BS1で生放送された。中継のゲストは釜本邦茂、解説は宮澤ミシェル、進行役は一橋忠之と宮崎瑠依。番組にはFC町田ゼルビア監督の相馬直樹とゲームキャプテンの平智広がマスコットの「ゼルビー」と共に中継にて出演、また前回優勝のガンバ大阪監督の長谷川健太が電話出演した。
| 2015年11月14日 No.73 | ヴィッセル神戸  | 1 - 0          | 横浜F・マリノス | 神戸市                                                      |
| 15:34                | - 森岡亮太 75分 | 公式記録 (PDF) |                 | 競技場: ノエビアスタジアム神戸 観客数: 5,135人 主審: 松尾一 |

| 2015年11月11日 No.74 | FC町田ゼルビア | 1 - 7          | 浦和レッズ                                                                                            | 熊谷市                                                                |
| 19:04                | - 平智広 50分  | 公式記録 (PDF) | - 橋本和 30分 - 李忠成 32分 - 関根貴大 45+2分, 90+2分 - 阿部勇樹 65分 - 高木俊幸 69分 - 興梠慎三 75分 | 競技場: 熊谷スポーツ文化公園陸上競技場 観客数: 5,505人 主審: 飯田淳平 |

| 2015年11月14日 No.75 | ベガルタ仙台                    | 2 - 1          | 松本山雅FC | 仙台市                                                          |
| 13:04                | - 富田晋伍 67分 - 菅井直樹 81分 | 公式記録 (PDF) | 86分 (OG)  | 競技場: ユアテックスタジアム仙台 観客数: 5,802人 主審: 扇谷健司 |

| 2015年11月15日 No.76 | 柏レイソル                               | 2 - 1 (延長)   | ヴァンフォーレ甲府 | 柏市                                                    |
| 13:04                | - 工藤壮人 53分 - クリスティアーノ 120分 | 公式記録 (PDF) | - 阿部拓馬 72分    | 競技場: 日立柏サッカー場 観客数: 4,755人 主審: 山本雄大 |

| 2015年11月15日 No.77 | 川崎フロンターレ | 0 - 2          | ガンバ大阪                        | 吹田市                                                |
| 15:34                |                  | 公式記録 (PDF) | - 大森晃太郎 45+2分 - 倉田秋 53分 | 競技場: 万博記念競技場 観客数: 7,345人 主審: 佐藤隆治 |

| 2015年11月14日 No.78 | サガン鳥栖                                            | 4 - 3          | モンテディオ山形                      | 鳥栖市                                                            |
| 17:04                | - 池田圭 11分 - 水沼宏太 61分, 90+2分 - 谷口博之 81分 | 公式記録 (PDF) | - ディエゴ 44分, 88分 - 高木利弥 51分 | 競技場: ベストアメニティスタジアム 観客数: 4,762人 主審: 西村雄一 |

| 2015年11月11日 No.79 | FC東京                          | 2 - 0          | 水戸ホーリーホック | 調布市                                                  |
| 19:00                | - 前田遼一 14分 - 橋本拳人 57分 | 公式記録 (PDF) |                    | 競技場: 味の素スタジアム 観客数: 7,294人 主審: 村上伸次 |

| 2015年11月11日 No.80 | 徳島ヴォルティス | 1 - 2          | サンフレッチェ広島                          | 鳴門市                                                                                  |
| 19:04                | - 内田裕斗 90分  | 公式記録 (PDF) | - 皆川佑介 70分 - ビョン・ジュンボン 90+3分 | 競技場: 鳴門・大塚スポーツパークポカリスエットスタジアム 観客数: 3,154人 主審: 木村博之 |

### 準々決勝
準々決勝以降のマッチスケジュールは2015年11月18日に発表された。
| 2015年12月26日 No.81 | ヴィッセル神戸 | 0 - 3          | 浦和レッズ                                      | 大阪市                                                         |
| 13:04                |                | 公式記録 (PDF) | - 興梠慎三 22分 - 李忠成 25分 - 宇賀神友弥 44分 | 競技場: ヤンマースタジアム長居 観客数: 10,488人 主審: 扇谷健司 |

| 2015年12月26日 No.82                            | ベガルタ仙台                            | 3 - 3 (延長) (3 - 5 PK戦)                                          | 柏レイソル                           | 仙台市                                                           |
| 13:05                                           | - ウイルソン 25分, 91分 - 二見宏志 74分 | 公式記録 (PDF)                                                     | - クリスティアーノ 11分, 52分, 116分 | 競技場: ユアテックスタジアム仙台 観客数: 11,388人 主審: 飯田淳平 |
|                                                 | PK戦                                    |                                                                    |                                      |                                                                  |
| - ハモン・ロペス - 金園英学 - 梁勇基 - 金久保順 |                                         | - クリスティアーノ - 山中亮輔 - 太田徹郎 - 大谷秀和 - エドゥアルド |                                      |                                                                  |

| 2015年12月26日 No.83 | ガンバ大阪                            | 3 - 1          | サガン鳥栖      | 吹田市                                               |
| 15:04                | - 宇佐美貴史 26分, 79分 - 長沢駿 80分 | 公式記録 (PDF) | - 早坂良太 62分 | 競技場: 万博陸上競技場 観客数: 12,132人 主審: 松尾一 |

| 2015年12月26日 No.84 | FC東京        | 1 - 2 (延長)   | サンフレッチェ広島     | 諫早市                                                              |
| 15:00                | - 東慶悟 37分 | 公式記録 (PDF) | - 浅野拓磨 85分, 103分 | 競技場: 長崎県立総合運動公園陸上競技場 観客数: 9,933人 主審: 東城穣 |

### 準決勝
| 2015年12月29日 No.85 | 浦和レッズ     | 1 - 0 (延長)   | 柏レイソル | 調布市                                                   |
| 13:05                | - 李忠成 117分 | 公式記録 (PDF) |            | 競技場: 味の素スタジアム 観客数: 22,462人 主審: 吉田寿光 |

| 2015年12月29日 No.86 | ガンバ大阪                             | 3 - 0          | サンフレッチェ広島 | 大阪市                                                         |
| 15:06                | - 宇佐美貴史 7分, 74分 - 長沢駿 90+1分 | 公式記録 (PDF) |                    | 競技場: ヤンマースタジアム長居 観客数: 17,027人 主審: 佐藤隆治 |

### 決勝
決勝に駒を進めたのは、準決勝で柏に延長で勝利し9大会ぶりの優勝を狙う浦和と、準決勝でリーグ覇者の広島を破り連覇を目指すG大阪の顔合わせ。両者が天皇杯で顔を合わせるのは2010年の第90回大会準々決勝 (G大阪が延長で勝利)以来5大会ぶりで、決勝での対戦は第86回大会 (2007年元日、浦和が勝利)以来9大会ぶり。。浦和とG大阪の両者は2015年シーズン5度目の対決で、ここまでG大阪の3勝1敗 であった。浦和監督のミハイロ・ペトロヴィッチにとっては、未だ手にしたことのない年間タイトル獲得のチャンスとなる試合であり、一方のG大阪にとっても前年は三冠を達成しながらこのシーズンはナビスコカップ・リーグ戦とも準優勝に終わっており、最後の「1冠」にかける試合となっていた。また、G大阪監督の長谷川健太は現役時代を含めて7度目の元日天皇杯決勝で、過去の戦績は3勝3敗 ながらも監督となってからは元日の決勝に勝利したことがなく、自身の「元日勝ち越し」を願う試合ともなった。また、この年のJ1リーグの結果によりG大阪のAFCチャンピオンズリーグ2016 (ACL2016) グループステージ進出と浦和のACL2016プレーオフ進出が決まっていたため、勝った方が天皇杯枠での出場権に振り替わり、浦和は天皇杯決勝の結果如何にかかわらずACL2016グループステージ出場に繰り上がって、リーグ戦4位のFC東京がACL2016プレーオフ進出になることが決定した。
この試合には日本代表監督のヴァイッド・ハリルホジッチが異例の視察に訪れた。準決勝での負傷でMF柏木陽介を欠く浦和は試合開始早々にDF槙野智章がGK西川周作と接触し右手を負傷 (試合後に20針縫う重症と判明)。一方リーグ戦レギュラーのDF岩下敬輔とMF大森晃太郎を欠くG大阪も12分にDF米倉恒貴が足の負傷でMF井手口陽介と交代を余儀なくされる など、お互いに満身創痍の中での立ち上がりとなった。前半32分、G大阪MF倉田秋がセンターライン付近から浦和DF陣の背後に浮き球を送ると、これにG大阪FWパトリックが反応して抜け出し、右サイドを快足を飛ばしてドリブル。最後は浦和DF森脇良太を振り切って右足でゴールを決め、G大阪が先制する。しかし浦和もその4分後、MF梅崎司が上げたクロスボールを浦和FW李忠成が頭で合わせるも左ポストに嫌われるが、そのこぼれ球を浦和FW興梠慎三が決めて同点に追いつき、前半は1-1で終える。
後半も一進一退の攻防が続く中、迎えた後半8分のコーナーキック。G大阪MF遠藤保仁のキックにファーサイドにいたFWパトリックが浦和DF槙野智章のマークを一瞬の動きで振り切り、ゴール正面でフリーとなって右足で合わせてG大阪が再び勝ち越す。浦和はこの後関根貴大・ズラタン・高木俊幸と攻撃的な選手を立て続けに投入して何とか反撃を試みる が、G大阪は勝ち越し直後に4-4-2にシステムを変えてGK東口順昭を中心に強固なブロックを敷いてこれを守り抜き、G大阪が2-1で連覇を達成した。
| 浦和レッズ      | 1 - 2          | ガンバ大阪              |
| --------------- | -------------- | ----------------------- |
| - 興梠慎三 36分 | 公式記録 (PDF) | - パトリック 32分, 53分 |

| ガンバ大阪 |    |            |        |      |
| GK         | 01 | 東口順昭   |        |      |
| DF         | 14 | 米倉恒貴   |        | 12分 |
| DF         | 05 | 丹羽大輝   | 90+5分 |      |
| DF         | 06 | 金正也     |        |      |
| DF         | 04 | 藤春廣輝   |        |      |
| MF         | 15 | 今野泰幸   |        |      |
| MF         | 07 | 遠藤保仁   |        |      |
| MF         | 13 | 阿部浩之   |        |      |
| MF         | 39 | 宇佐美貴史 | 35分   | 76分 |
| MF         | 11 | 倉田秋     | 71分   |      |
| FW         | 29 | パトリック |        | 88分 |
| 控え:      |    |            |        |      |
| GK         | 18 | 藤ヶ谷陽介 |        |      |
| DF         | 35 | 初瀬亮     |        |      |
| MF         | 10 | 二川孝広   |        |      |
| MF         | 21 | 井手口陽介 |        | 12分 |
| MF         | 27 | 内田達也   |        | 76分 |
| FW         | 09 | リンス     |        |      |
| FW         | 20 | 長沢駿     |        | 88分 |
|            |    |            |        |      |
| 監督       |    |            |        |      |
| 長谷川健太 |    |            |        |      |

| 第95回天皇杯 優勝         |
| ------------------------- |
| ガンバ大阪 2大会連続5回目 |

### トーナメント表
|  | ラウンド16 (4回戦) | ラウンド16 (4回戦)        |                   |       | 準々決勝 | 準々決勝 |  |  | 準決勝 | 準決勝 |  |  | 決勝 | 決勝 |
|  |                    |                           |                   |       |          |          |  |  |        |        |  |  |      |      |
|  | 2015年11月14日     |                           |                   |       |          |          |  |  |        |        |  |  |      |      |
|  |                    |                           |                   |       |          |          |  |  |        |        |  |  |      |      |
|  | ヴィッセル神戸     | 1                         |                   |       |          |          |  |  |        |        |  |  |      |      |
|  | ヴィッセル神戸     | 1                         | 2015年12月26日    |       |          |          |  |  |        |        |  |  |      |      |
|  | 横浜F・マリノス    | 0                         |                   |       |          |          |  |  |        |        |  |  |      |      |
|  | 横浜F・マリノス    | 0                         | ヴィッセル神戸    | 0     |          |          |  |  |        |        |  |  |      |      |
|  | 2015年11月11日     |                           | ヴィッセル神戸    | 0     |          |          |  |  |        |        |  |  |      |      |
|  |                    | 浦和レッズ                | 3                 |       |          |          |  |  |        |        |  |  |      |      |
|  | FC町田ゼルビア     | 浦和レッズ                | 3                 | 1     |          |          |  |  |        |        |  |  |      |      |
|  | FC町田ゼルビア     |                           | 2015年12月29日    | 1     |          |          |  |  |        |        |  |  |      |      |
|  | 浦和レッズ         | 7                         |                   |       |          |          |  |  |        |        |  |  |      |      |
|  | 浦和レッズ         | 7                         | 浦和レッズ (延長) | 1     |          |          |  |  |        |        |  |  |      |      |
|  | 2015年11月14日     |                           | 浦和レッズ (延長) | 1     |          |          |  |  |        |        |  |  |      |      |
|  |                    | 柏レイソル                | 0                 |       |          |          |  |  |        |        |  |  |      |      |
|  | ベガルタ仙台       | 柏レイソル                | 0                 | 2     |          |          |  |  |        |        |  |  |      |      |
|  | ベガルタ仙台       | 2015年12月26日            |                   | 2     |          |          |  |  |        |        |  |  |      |      |
|  | 松本山雅FC         | 1                         |                   |       |          |          |  |  |        |        |  |  |      |      |
|  | 松本山雅FC         | 1                         | ベガルタ仙台      | 3 (3) |          |          |  |  |        |        |  |  |      |      |
|  | 2015年11月15日     |                           | ベガルタ仙台      | 3 (3) |          |          |  |  |        |        |  |  |      |      |
|  |                    | 柏レイソル (p)            | 3 (5)             |       |          |          |  |  |        |        |  |  |      |      |
|  | 柏レイソル (延長)  | 柏レイソル (p)            | 3 (5)             | 2     |          |          |  |  |        |        |  |  |      |      |
|  | 柏レイソル (延長)  |                           | 2016年1月1日      | 2     |          |          |  |  |        |        |  |  |      |      |
|  | ヴァンフォーレ甲府 | 1                         |                   |       |          |          |  |  |        |        |  |  |      |      |
|  | ヴァンフォーレ甲府 | 1                         | 浦和レッズ        | 1     |          |          |  |  |        |        |  |  |      |      |
|  | 2015年11月15日     |                           | 浦和レッズ        | 1     |          |          |  |  |        |        |  |  |      |      |
|  |                    | ガンバ大阪                | 2                 |       |          |          |  |  |        |        |  |  |      |      |
|  | 川崎フロンターレ   | ガンバ大阪                | 2                 | 0     |          |          |  |  |        |        |  |  |      |      |
|  | 川崎フロンターレ   | 2015年12月26日            |                   | 0     |          |          |  |  |        |        |  |  |      |      |
|  | ガンバ大阪         | 2                         |                   |       |          |          |  |  |        |        |  |  |      |      |
|  | ガンバ大阪         | 2                         | ガンバ大阪        | 3     |          |          |  |  |        |        |  |  |      |      |
|  | 2015年11月14日     |                           | ガンバ大阪        | 3     |          |          |  |  |        |        |  |  |      |      |
|  |                    | サガン鳥栖                | 1                 |       |          |          |  |  |        |        |  |  |      |      |
|  | サガン鳥栖         | サガン鳥栖                | 1                 | 4     |          |          |  |  |        |        |  |  |      |      |
|  | サガン鳥栖         |                           | 2015年12月29日    | 4     |          |          |  |  |        |        |  |  |      |      |
|  | モンテディオ山形   | 3                         |                   |       |          |          |  |  |        |        |  |  |      |      |
|  | モンテディオ山形   | 3                         | ガンバ大阪        | 3     |          |          |  |  |        |        |  |  |      |      |
|  | 2015年11月11日     |                           | ガンバ大阪        | 3     |          |          |  |  |        |        |  |  |      |      |
|  |                    | サンフレッチェ広島        | 0                 |       |          |          |  |  |        |        |  |  |      |      |
|  | FC東京             | サンフレッチェ広島        | 0                 | 2     |          |          |  |  |        |        |  |  |      |      |
|  | FC東京             | 2015年12月26日            |                   | 2     |          |          |  |  |        |        |  |  |      |      |
|  | 水戸ホーリーホック | 0                         |                   |       |          |          |  |  |        |        |  |  |      |      |
|  | 水戸ホーリーホック | 0                         | FC東京            | 1     |          |          |  |  |        |        |  |  |      |      |
|  | 2015年11月11日     |                           | FC東京            | 1     |          |          |  |  |        |        |  |  |      |      |
|  |                    | サンフレッチェ広島 (延長) | 2                 |       |          |          |  |  |        |        |  |  |      |      |
|  | 徳島ヴォルティス   | サンフレッチェ広島 (延長) | 2                 | 1     |          |          |  |  |        |        |  |  |      |      |
|  | 徳島ヴォルティス   |                           |                   | 1     |          |          |  |  |        |        |  |  |      |      |
|  | サンフレッチェ広島 | 2                         |                   |       |          |          |  |  |        |        |  |  |      |      |
|  | サンフレッチェ広島 | 2                         |                   |       |          |          |  |  |        |        |  |  |      |      |

### 注記
1. ↑  優勝したガンバ大阪はJ1・2位でACL出場権を獲得していたため、J1・4位のFC東京が繰上げでACLプレーオフ出場権を獲得。
2. ↑  ゼロックス杯でG大阪が勝利、リーグ戦は1勝1敗、チャンピオンシップ準決勝でG大阪が延長戦勝利。
3. ↑  「元日決勝」ではなかった前回大会を含めると4勝3敗。